# Đak Năng
Đak Năng hay Đăk Năng là một xã thuộc thành phố Kon Tum, tỉnh Kon Tum, Việt Nam.

## Địa lý
Xã Đak Năng nằm ở phía tây thành phố Kon Tum, cách trung tâm thành phố 18 km, có vị trí địa lý:
- Phía đông giáp xã Đoàn Kết
- Phía tây giáp huyện Sa Thầy
- Phía nam giáp xã Ia Chim
- Phía bắc giáp xã Ngọk Bay và xã Kroong.

Xã Đak Năng có diện tích 22,27 km², dân số năm 2020 là 3.904 người, mật độ dân số đạt 175 người/km².

## Hành chính
Xã Đak Năng được chia thành 5 thôn: Ia Hội, Ia Kim, Ngô Thạnh, Plei Rơ Wăk, Plei Rơ Drợp.

## Lịch sử
Ngày 9 tháng 6 năm 2008, Chính phủ ban hành Nghị định số 74/2008/NĐ-CP về việc thành lập xã Đak Năng trên cơ sở điều chỉnh 2.291,16 ha diện tích tự nhiên và 3.210 nhân khẩu của xã Ia Chim.
Ngày 10 tháng 4 năm 2009, Chính phủ ban hành Nghị định 15/NĐ-CP về việc thành lập thành phố Kon Tum thuộc tỉnh Kon Tum. Xã Đak Năng trực thuộc thành phố Kon Tum.